# Csabacsűd
Csabacsűd este un sat în districtul Szarvas, județul Békés, Ungaria, având o populație de 1.937 de locuitori (2011). 

## Demografie
Componența etnică a satului Csabacsűd
     Maghiari (87,24%)
     Slovaci (12,28%)
     Necunoscut (0,48%)
     Alții (0,48%)
Componența confesională a satului Csabacsűd
     Luterani (32,52%)
     Fără religie (31,39%)
     Romano-catolici (8,78%)
     Reformați (1,91%)
     Necunoscută (24,26%)
     Alte religii (1,5%)
Conform recensământului din 2011, satul Csabacsűd avea 1.937 de locuitori. Din punct de vedere etnic, majoritatea locuitorilor (87,24%) erau maghiari, cu o minoritate de slovaci (12,28%). Apartenența etnică nu este cunoscută în cazul a 0,48% din locuitori. Nu există o religie majoritară, locuitorii fiind luterani (32,52%), persoane fără religie (31,39%), romano-catolici (8,78%) și reformați (1,91%). Pentru 24,26% din locuitori nu este cunoscută apartenența confesională.